# Měnín
Měnín (in tedesco Mönitz) è un comune della Repubblica Ceca facente parte del distretto di Brno-venkov, in Moravia Meridionale.